# ベイカー–ネイサン効果
有機化学において、ベイカー–ネイサン効果（ベイカー–ネイサンこうか、英: Baker–Nathan effect）は、 特定の置換基を持つ特定の化学反応に関する反応速度で観察される、置換基の誘起効果だけでは説明できない反応性の順序である。 
この効果は1935年にジョン・W・ベイカーとW・S・ネイサンによって記述された。彼らはピリジンと臭化ベンジルや異なるパラ位アルキル置換基を持つ様々な臭化ベンジル誘導体との反応（反応生成物はピリジニウム塩）の化学反応速度を調べた。
求核置換反応は電子供与性基によって促進され（誘起効果）、一般に観察される（反応性が低下する）順序はtert-ブチル > イソプロピル > エチル > メチルである。しかしながら、この特別な反応において観察される順序はメチル > イソプロピル > tert-ブチルの順であった。1935年、ベイカーとネイサンは共役効果の観点から観察された違いを説明した。これは後の1939年に提唱された超共役の概念の先駆けであった。
この効果についての基本的な問題は、観察された順序の違いが比較的小さく、したがって正確に測定するのが困難なことである。他の研究者らが同様の結果を得ることもあれば、全く異なる結果を得ることもある。この効果に対する別の説明は、液相から気相へ向う際に順序が逆転する溶媒和の差によるものである。